# Jacques Secrétin
Jacques Secrétin (ur. 18 marca 1949 w Carvin, zm. 25 listopada 2020) – francuski tenisista stołowy, mistrz świata, czterokrotny mistrz Europy.
Pięciokrotnie zdobywał medale podczas mistrzostw świata, a największy sukces odniósł w 1977 roku w Birmingham zostając mistrzem świata w grze mieszanej (w parze z Claude Bergeret).
W mistrzostwach Europy dziesięciokrotnie zdobywał medale. Był mistrzem Starego Kontynentu jeden raz w grze pojedynczej, podwójnej, mieszanej i drużynowo. Najbardziej udane były dla niego mistrzostwa Europy w Pradze (1976), gdzie wywalczył tytuł mistrzowski w grze pojedynczej i w Moskwie (1984), podczas których dwukrotnie sięgnął po złoto (w grze mieszanej i drużynowo) oraz zdobył brąz w grze podwójnej.